# Ligue 1 2013-14
|  | Denne artikel eller sektion om sport er forældet eller ikke opdateret. Se artiklens diskussionsside eller historik. |

Ligue 1 2013-14 var den 76. sæson siden rækken blev oprettet. Paris SG var de forsvarende mestre.

## Hold

### Stadioner og lokalitet
| Klub                | By                | Stadion                      | Kapacitet  | Gnm. tilsk. |
| ------------------- | ----------------- | ---------------------------- | ---------- | ----------- |
| Ajaccio             | Ajaccio           | Stade François Coty          | 10.660     |             |
| Bastia              | Bastia            | Stade Armand Cesari          | 16.480     |             |
| Bordeaux            | Bordeaux          | Stade Chaban Delmas          | 34.462     |             |
| Évian               | Annecy            | Parc des Sports              | 15.660     |             |
| Guingamp            | Guingamp          | Stade du Roudourou           | 18.126     |             |
| Lille               | Villeneuve-d'Ascq | Grand Stade Lille Métropole  | 50.186     |             |
| Lorient             | Lorient           | Stade du Moustoir            | 18.890     |             |
| Lyon                | Lyon              | Stade de Gerland             | 41.842     |             |
| Marseille           | Marseille         | Stade Velodrome1             | 42.000     |             |
| Monaco              | Monaco            | Stade Louis II               | 18.500     |             |
| Montpellier         | Montpellier       | Stade de la Mosson           | 32.939     |             |
| Nantes              | Nantes            | Stade de la Beaujoire        | 38.285     |             |
| Nice                | Nice              | Allianz Riviera              | 35.624     |             |
| Paris Saint-Germain | Paris             | Parc des Princes             | 48.712     |             |
| Reims               | Reims             | Stade Auguste-Delaune II     | 21.684     |             |
| Rennes              | Rennes            | Stade de la Route de Lorient | 31.127     |             |
| Saint-Étienne       | Saint-Étienne     | Stade Geoffroy-Guichard2     | 26.747     |             |
| Sochaux             | Montbéliard       | Stade Auguste Bonal          | 20.005     |             |
| Toulouse            | Toulouse          | Stadium Municipal3           | 35.470 TBC |             |
| Valenciennes        | Valenciennes      | Stade du Hainaut             | 25.172     |             |

### Personel og tøj
Note: Flags indicate national team as has been defined under FIFA eligibility rules. Players and managers may hold more than one non-FIFA nationality.
| Hold                | Cheftræner1         | Kaptajn1               | Tøjsponsor1   | Hovedsponsor1                   |
| ------------------- | ------------------- | ---------------------- | ------------- | ------------------------------- |
| Ajaccio             | Christian Bracconi  | Jean-Baptiste Pierazzi | Macron        | Restaurants du Cœur             |
| Bastia              | Frédéric Hantz      | Yannick Cahuzac        | Kappa         | Oscaro                          |
| Bordeaux            | Francis Gillot      | Cédric Carrasso        | Puma          | Kia                             |
| Evian               | Pascal Dupraz       | Olivier Sorlin         | Kappa         | Pilot                           |
| Guingamp            | Jocelyn Gourvennec  | Lionel Mathis          | Patrick Sport | Celtigel                        |
| Lille               | René Girard         | Rio Mavuba             | Nike          | Groupe Partouche                |
| Lorient             | Christian Gourcuff  | Bruno Ecuélé Manga     | Macron        | La trinitaine                   |
| Lyon                | Rémi Garde          | Maxime Gonalons        | Adidas        | Hyundai                         |
| Marseille           | Élie Baup           | Steve Mandanda         | Adidas        | Intersport                      |
| Monaco              | Claudio Ranieri     | Éric Abidal            | Macron        | Fedcom                          |
| Montpellier         | Rolland Courbis     | Vitorino Hilton        | Nike          | Dyneff                          |
| Nantes              | Michel Der Zakarian | Olivier Veigneau       | Erreà         | Synergie                        |
| Nice                | Claude Puel         | Didier Digard          | BURRDA        | Mutuelles du Soleil             |
| Paris Saint-Germain | Laurent Blanc       | Thiago Silva           | Nike          | Emirates, Qatar Investment Fund |
| Reims               | Hubert Fournier     | Mickaël Tacalfred      | Hummel        | Sanei Ascenseurs, Caillot       |
| Rennes              | Philippe Montanier  | Romain Danzé           | Puma          | Samsic                          |
| Saint-Étienne       | Christophe Galtier  | Loïc Perrin            | Adidas        | Winamax                         |
| Sochaux             | Hervé Renard        | Cédric Kanté           | Lotto         | Peugeot                         |
| Toulouse            | Alain Casanova      | Jonathan Zebina        | Kappa         | Triangle Interim                |
| Valenciennes        | Ariël Jacobs        | Nicolas Penneteau      | Uhlsport      | GDE Recyclage                   |

## Stilling
| Pos | Hold                    | K  | V  | U  | T  | Mf | Mi | +/- | P  | Kvalifikation eller Nedrykning                            |
| --- | ----------------------- | -- | -- | -- | -- | -- | -- | --- | -- | --------------------------------------------------------- |
| 1   | Paris Saint-Germain (Q) | 32 | 24 | 7  | 1  | 74 | 18 | +56 | 79 | UEFA Champions League 2014–15 Gruppespil                  |
| 2   | Monaco                  | 32 | 19 | 9  | 4  | 53 | 27 | +26 | 66 | UEFA Champions League 2014–15 Gruppespil                  |
| 3   | Lille                   | 32 | 17 | 9  | 6  | 37 | 20 | +17 | 60 | UEFA Champions League 2014-15, tredje kvalifikationsrunde |
| 4   | Saint-Étienne           | 32 | 16 | 7  | 9  | 44 | 29 | +15 | 55 | UEFA Europa League 2014-15, playoff-runde                 |
| 5   | Lyon                    | 32 | 14 | 9  | 9  | 48 | 38 | +10 | 51 |                                                           |
| 6   | Marseille               | 32 | 13 | 9  | 10 | 43 | 34 | +9  | 48 |                                                           |
| 7   | Bordeaux                | 32 | 11 | 11 | 10 | 39 | 37 | +2  | 44 |                                                           |
| 8   | Toulouse                | 32 | 11 | 11 | 10 | 41 | 45 | −4  | 44 |                                                           |
| 9   | Reims                   | 32 | 11 | 11 | 10 | 39 | 43 | −4  | 44 |                                                           |
| 10  | Bastia                  | 32 | 11 | 8  | 13 | 35 | 48 | −13 | 41 |                                                           |
| 11  | Nice                    | 32 | 11 | 6  | 15 | 28 | 36 | −8  | 39 |                                                           |
| 12  | Rennes                  | 32 | 9  | 11 | 12 | 40 | 39 | +1  | 38 |                                                           |
| 13  | Montpellier             | 32 | 7  | 17 | 8  | 37 | 37 | 0   | 38 |                                                           |
| 14  | Lorient                 | 32 | 10 | 8  | 14 | 38 | 43 | −5  | 38 |                                                           |
| 15  | Nantes                  | 32 | 10 | 7  | 15 | 28 | 36 | −8  | 37 |                                                           |
| 16  | Guingamp                | 32 | 9  | 8  | 15 | 29 | 34 | −5  | 35 |                                                           |
| 17  | Evian                   | 32 | 8  | 11 | 13 | 31 | 46 | −15 | 35 |                                                           |
| 18  | Valenciennes            | 32 | 7  | 8  | 17 | 33 | 51 | −18 | 29 | Nedrykning til Nedrykning til Ligue 2 2014-15             |
| 19  | Sochaux                 | 32 | 6  | 9  | 17 | 29 | 56 | −27 | 27 | Nedrykning til Nedrykning til Ligue 2 2014-15             |
| 20  | Ajaccio                 | 32 | 3  | 10 | 19 | 31 | 60 | −29 | 19 | Nedrykning til Nedrykning til Ligue 2 2014-15             |

Opdateret til og med 6. april 2014.
Kilde: Ligue de Football Professionnel
Regler for klassifikation: 
1) points; 2) målforskel; 3) antal mål scorede.

1Monaco blev fratrukket to point på grund af dårlig opførsel fra fansene i en kampe i sidste sæson.